# Candida floricola
Candida floricola är en svampart som beskrevs av Tokuoka, Ishit., Goto & Komag. 1987. Candida floricola ingår i släktet Candida, ordningen Saccharomycetales, klassen Saccharomycetes, divisionen sporsäcksvampar och riket svampar.   Inga underarter finns listade i Catalogue of Life.